# Società Sportiva Lazio Calcio Femminile 1994-1995
Questa voce raccoglie le informazioni riguardanti la Società Sportiva Lazio Calcio Femminile nelle competizioni ufficiali della stagione 1994-1995.

## Rosa
Rosa aggiornata all'inizio della stagione.
| N. |                        | Ruolo | Calciatrice              |
| -- | ---------------------- | ----- | ------------------------ |
|    | Italia (bandiera)      | C     | Claudia Alvino           |
|    | Italia (bandiera)      | D     | Laura Baldinelli         |
|    | Italia (bandiera)      | D     | Ilaria Brachetti         |
|    | Italia (bandiera)      | D     | Monica Caprini           |
|    | Italia (bandiera)      | D     | Daria Castellana         |
|    | Italia (bandiera)      | P     | Silvia Colella           |
|    | Stati Uniti (bandiera) | A     | Colette Cunningham       |
|    | Italia (bandiera)      | D     | Monica De Marco          |
|    | Italia (bandiera)      | D     | Daniela Di Bari          |
|    | Italia (bandiera)      | C     | Silvia Di Domenicantonio |
|    | Italia (bandiera)      | P     | Simona Di Renzo          |
|    | Italia (bandiera)      | D     | Adele Frollani           |

| N. |                   | Ruolo | Calciatrice         |
| -- | ----------------- | ----- | ------------------- |
|    | Italia (bandiera) | C     | Tiziana Giovaruscio |
|    | Italia (bandiera) | C     | Giorgia Iommi       |
|    | Italia (bandiera) | A     | Manuela Lattanzi    |
|    | Italia (bandiera) | A     | Mirta Lispi         |
|    | Italia (bandiera) | A     | Vania Massimi       |
|    | Italia (bandiera) | C     | Alba Mellina        |
|    | Italia (bandiera) | A     | Maria Napoleoni     |
|    | Italia (bandiera) | A     | Patrizia Panico     |
|    | Italia (bandiera) | C     | Romina Plini        |
|    | Italia (bandiera) | P     | Eva Russo           |
|    | Italia (bandiera) | P     | Veronica Varamo     |
|    | Italia (bandiera) | C     | Tatiana Zorri       |